# 1995년 오키나와 강간사건
1995년 오키나와 강간사건(영어: 1995 Okinawa rape incident, 일본어: 沖縄米兵少女暴行事件)은 1995년 9월 4일 일본 오키나와현에서 주일 미군 병사 3명(해병대원 2명, 해군 수병 1명)이 12세 소녀 요시나가 마사미(吉永正美)를 납치해 윤간한 사건이다. 미군의 신병을 일본측에 인도할 수 없다는 일미지위협정에 따라 범인들이 인도되지 않은 것이 큰 문제가 되었다. 이 결정으로 인해 오키나와현민들 사이에 오랫동안 누적되어온 반미감정이 폭발해 미군기지 축소 및 철폐운동으로 발전하는 계기가 되었다.

## 같이 보기
- 요코스카 해군 시설